# 栗山長次郎

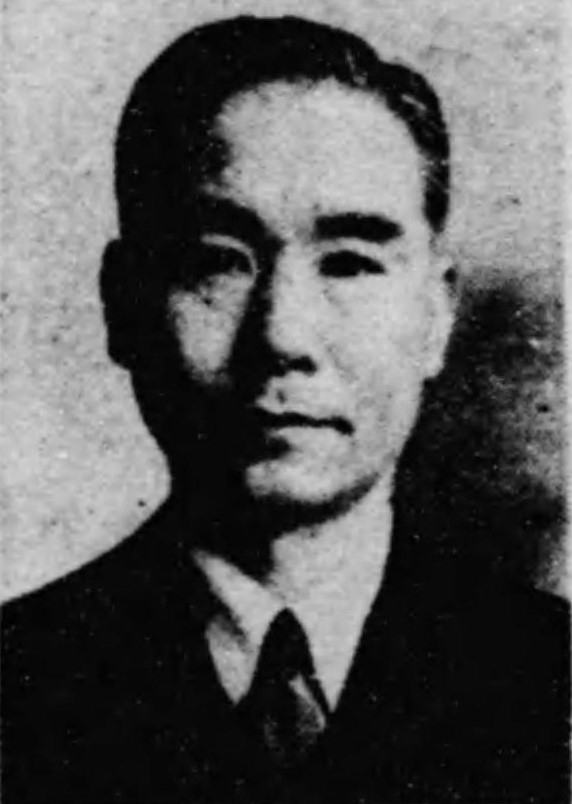
栗山長次郎

栗山 長次郎（くりやま ちょうじろう、1896年（明治29年）9月7日 - 1971年（昭和46年）7月8日）は、昭和期のジャーナリスト、政治家、実業家。衆議院議員。

## 経歴
東京府出身。栗山清次郎の長男として生まれる。1917年（大正6年）青山師範学校を卒業。その後、アメリカ合衆国に留学し、1923年（大正12年）ユタ大学を卒業。さらに、ハーバード大学大学院で政治学、経済学を学んだ。
毎日新聞社に入社し、政治記者、海外特派員、ニューヨーク支局長、同社工務局長、同業務局長、同新聞輸送社長などを務めた。
1946年（昭和21年）4月の第22回衆議院議員総選挙に東京都第2区から日本自由党公認で出馬して初当選。以後、東京都第7区から出馬して第25回総選挙まで再選され、衆議院議員に連続4期在任した。この間、第2次吉田内閣・文部政務次官、衆議院観光事業振興方策樹立特別委員長、同外務委員長、日本自由党政調会外務部長、同渉外部長、民主自由党総務などを務めた。その後、第26回、第27回総選挙に立候補したがいずれも次点で落選した。
その他、三洋商会監査役、図書印刷取締役などを務めた。